# Пахт
Пахт (егип. mP3ḫt — «Царапающая», «Разрывающая») — богиня-львица в древнеегипетской мифологии. Её эпитет — «обладательница зорких глаз и острых когтей».

## Изображение
Обычно Пахт изображалась в виде женщины с головой львицы, несущей головной убор, украшенный солнечным диском. Однако изображения Пахт не имеют каких-либо специфических черт, которые были присущи только этой богине.

## Культ
Культ Пахт был распространён в Бени-Хасане, где она считалась владычицей восточной пустыни. Часто отождествлялась с другими богинями-львицами. Имя Пахт означает «та, что царапает», «разрушительница», а также «та, что вырывает». Древние египтяне связывали эту богиню с сильными грозовыми дождями, которые часто обрушивались на долину. Сила и свирепость грозы сравнивалась ими с самой богиней: «Та, которая открывает пути грозового дождя». Исследователи полагают, что в начале Пахт была дикой пустынной кошкой, а уже затем стала богиней-львицей. Как и все богини-львицы, Пахт была напрямую связана с военной активностью. В период Нового царства она стала появляться в свите таких важных божеств, как Амон и Нехбет.
Около Бени-Хасан находится пещерный храм богини, который был вырезан в скале из известняка. Это было сделано во время правления царской четы, фараона Тутмоса III (XVIII династия) и Хатшепсут. Затем, благодаря завоеванию Александром Македонским, он стал называться храмом Артемиды. Фараон Сети I приказал стереть имя Хатшепсут и написать своё.
Также в районе Бени-Хасан было найдено погребение для священных кошек, посвящённое Пахт. Данная археологическая находка относится к периоду Позднего царства.

## Амулеты и обереги
Довольно широко были распространены всевозможные амулеты и обереги с изображением богини Пахт или её когтей. Их использовали, чтобы обеспечить надёжную защиту и плодородие. Богиня считалась хранительницей королевских захоронений, объединяясь с Мут и Нехбет в трёхголовое божество, которое защищало покойных от угроз.